# Louisiana State University
Louisiana State University – amerykański uniwersytet publiczny z siedzibą w Baton Rouge w stanie Luizjana.
Początki uczelni datuje się na 1853, kiedy to założono Seminary of Learning of the State of Louisiana. W styczniu 1860 zmieniono tę nazwę na Louisiana State Seminary of Learning & Military Academy i odbyły się pierwsze zajęcia. 30 marca 1861 placówkę zamknięto z powodu wybuchu wojny secesyjnej; zajęcia wznowiono 23 kwietnia 1863. W marcu 1870 instytucję przemianowano na Louisiana State University.
W skład uczelni wchodzi 14 wydziałów. Jesienią 2016 liczba studentów wynosiła 26 156, a w rankingu amerykańskich uniwersytetów w 2017 uplasowała się ona na 135. pozycji.
Uczelniane drużyny sportowe noszą nazwę LSU Tigers i występują w NCAA Division I. Najbardziej utytułowana jest żeńska sekcja lekkoatletyczna, która do 2016 sięgnęła po mistrzostwo National Collegiate Athletic Association czternaście razy.